# Jean-Claude Valla
Jean-Claude Valla (Roanne, 16 maggio 1944 – Pau, 25 febbraio 2010) è stato un giornalista e storico francese, cofondatore della Nouvelle Droite, caporedattore del Figaro Magazine ed autore di numerosi libri di storia.

## Biografia
Fu studente di storia a Lione. Nel 1963-1964 diventò vicepresidente della Federazione Generale degli studenti di Lione (FGEL), affiliata alla Federazione nazionale degli studenti di Francia (FNEF). Fu membro della Federazione degli studenti nazionalisti (FEN) e, nel 1964-1965 responsabile della sezione di Lione.
Nel 1966 collaborò a Cahiers universitaires e ad Europe-Action.
Nel 1969 fu cofondatore del GRECE (Groupement de recherche et d'études pour la civilisation européenne), detta anche Nouvelle Droite, insieme tra l'altro ad Alain de Benoist.
Fu uno dei più importanti giornalisti della sua generazione.
Iniziò a scrivere nel 1970 su Valeurs actuelles e nel 1973 con Eléments, poi insieme a Louis Pauwels creò il Figaro Magazine, che diresse fino al 1980.
Dal 1983 al 1985 diresse invece il Magazine Hebdo, poi la Lettre di Magazine Hebdo (1988-1999), lo Choc du mois (1990-1993), il settimanale Minute (1993-1999).
Inoltre collaborò a La Nouvelle Revue d'Histoire assieme a Dominique Venner.
È stato infine autore di numerosi libri su civiltà antiche e sull'epoca delle rivoluzioni nazionali europee, specialmente sulla Spagna falangista e sul Doirotismo francese, e collaboratore per le riviste Historia, Historama, Miroir de l'histoire, Enquete sur l'histoire ed infine con La Nouvelle Revue d'Histoire con Dominique Venner.
Morto nel 2010 all'età di 65 anni in seguito ad una lunga malattia, è stato sepolto con rito pagano nordico.

## Opere
- La Civiltà degli Incas, Fermi editore, 1977.
- Les Seigneurs de la guerre (con Dominique Venner, André Brissaud, Jean Mabire, etc.), Famot, 1978.
- Les Grandes découvertes archéologiques du XXe siècle, Famot, 1979.
- Affaire Touvier: la contre-enquête, Éd. du Camelot, Paris, 1996.
- La Cagoule: 1936-1937, Éd. de la Librairie Nationale, 2000.
- La France sous les bombes américaines: 1942-1945, Éd. de la Librairie nationale, 2001.
- L'Extrême droite dans la Résistance, 2 vol., Éd. de la Librairie nationale, 2000.
- La Gauche pétainiste, Éd. de la Librairie nationale, 2001.
- Le Pacte germano-sioniste, 7 août 1933, Éd. de la Librairie nationale, 2001.
- Ces Juifs de France qui ont collaboré, Éd. de la Librairie nationale, 2002.
- La Milice: Lyon, 1943-1944, Éd. de la Librairie nationale, 2002.
- Ledesma Ramos et la Phalange espagnole: 1931-1936, Éd. de la Librairie nationale, 2002.
- Georges Valois: de l'anarcho-syndicalisme au fascisme, Éd. de la Librairie nationale, 2003.
- La Nostalgie de l'Empire: une relecture de l'histoire napoléonienne, Éd. de la Librairie nationale, 2004.
- Les Socialistes dans la Collaboration: de Jaurès à Hitler, Éd. de la Librairie nationale, 2006.
- Doriot, Pardès (coll. « Qui suis-je ? »), 2008.